# Kullens konstförening

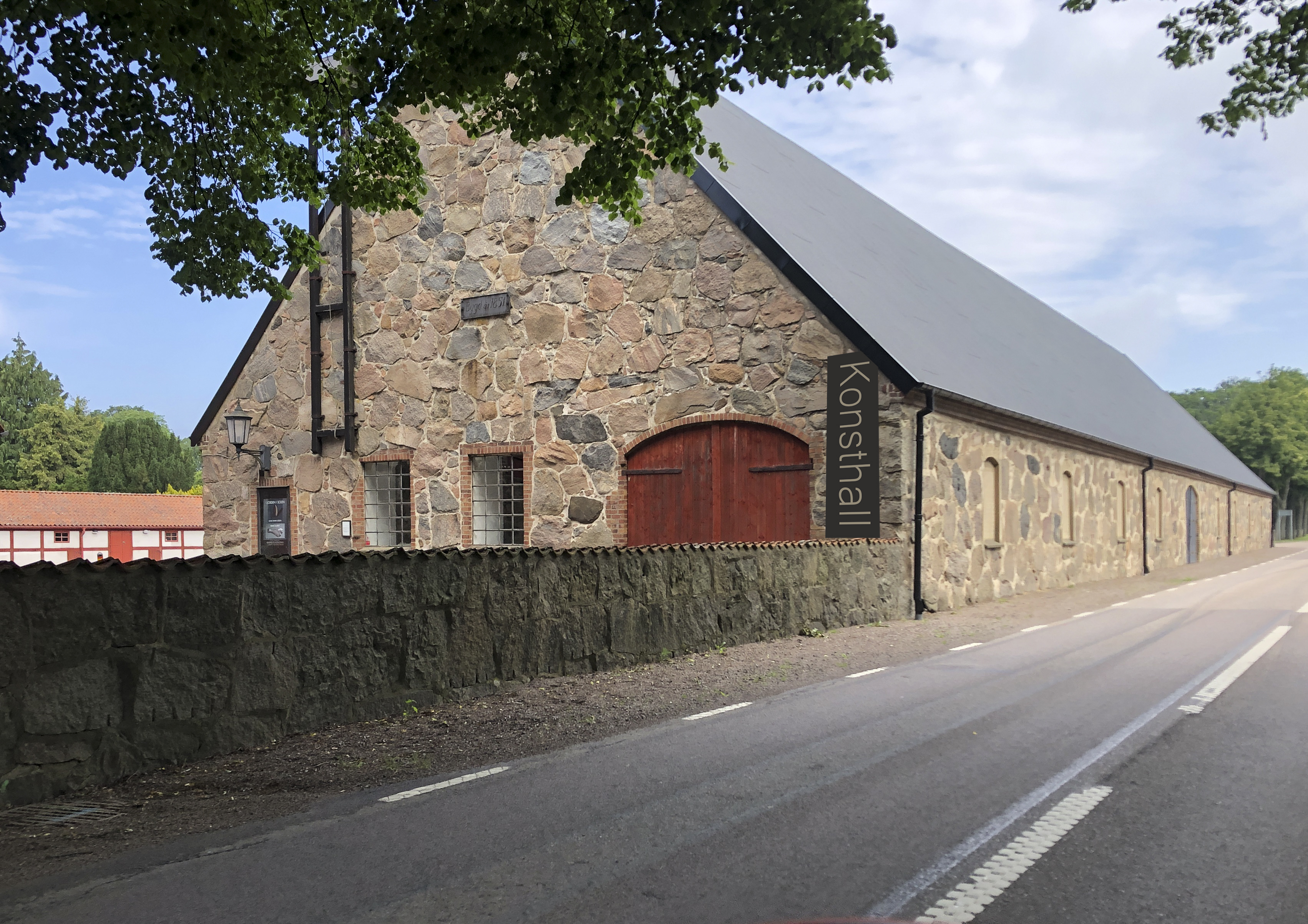
Krapperups konsthall

Kullens konstförening är en ideell förening och driver Krapperups konsthall där man ställer ut och försäljer samtida konst. Föreningen har närmare 1 000 medlemmar och en av Sveriges största fristående konstföreningar.   
Föreningen bildades 1944 med syfte att arrangera en årlig sommarutställning under namnet Kulla Konst med konstnärer från Kullabygden.

## Krapperups Konsthall
Kullens Konstförening fick en permanent utställningshall 1979 i en gråstenslänga från mitten av 1800-talet. Här inredde Konstföreningens dåvarande styrelse under ledning av dess ordförande, Hans Ljungqvist, en funktionell konsthall. Den 400 kvadratmeter stora konsthallen ligger intill Krapperups slott med anor från 1300-talet.
Konsthallen är öppen cirka sju månader om året.